# Microcerella taurina
Microcerella taurina är en tvåvingeart som beskrevs av Guilherme A.M.Lopes 1982. Microcerella taurina ingår i släktet Microcerella och familjen köttflugor.
Artens utbredningsområde är Guyana. Inga underarter finns listade i Catalogue of Life.